# Bistriški jarek
Bistriški jarek este o arie protejată (arie specială de conservare — SAC, sit de importanță comunitară — SCI) din Slovenia întinsă pe o suprafață de 101,94 ha, integral pe uscat.

## Localizare
Centrul sitului Bistriški jarek este situat la coordonatele 46°24′41″N 15°32′01″E / 46.4113°N 15.5335°E.

## Înființare
Situl Bistriški jarek a fost declarat sit de importanță comunitară în aprilie 2004 pentru a proteja 1 specie de plante și 1 specie de animale. Situl a fost protejat și ca arie specială de conservare în februarie 2012.

## Biodiversitate
Situată în ecoregiunea continentală, aria protejată nu include niciun habitat protejat.
La baza desemnării sitului se află mai multe specii protejate:
- plante (1): Asplenium adulterinum
- nevertebrate (1): Austropotamobius torrentium